# Туховишта
Ту̀ховишта (болг. Туховища) — село в Благоєвградській області Болгарії. Входить до складу общини Сатовча.

## Населення
За даними перепису населення 2011 року у селі проживали 735 осіб.
Національний склад населення села:
| Національність   | Кількість осіб | Відсоток |
| ---------------- | -------------- | -------- |
| болгари          | 651            | 91,6%    |
| інша             | 51             | 7,2%     |
| не визначились   | 8              | 1,1%     |
| Всього відповіли | 711            |          |

Розподіл населення за віком у 2011 році:
Динаміка населення: